# قائمة المدارس في البحرين

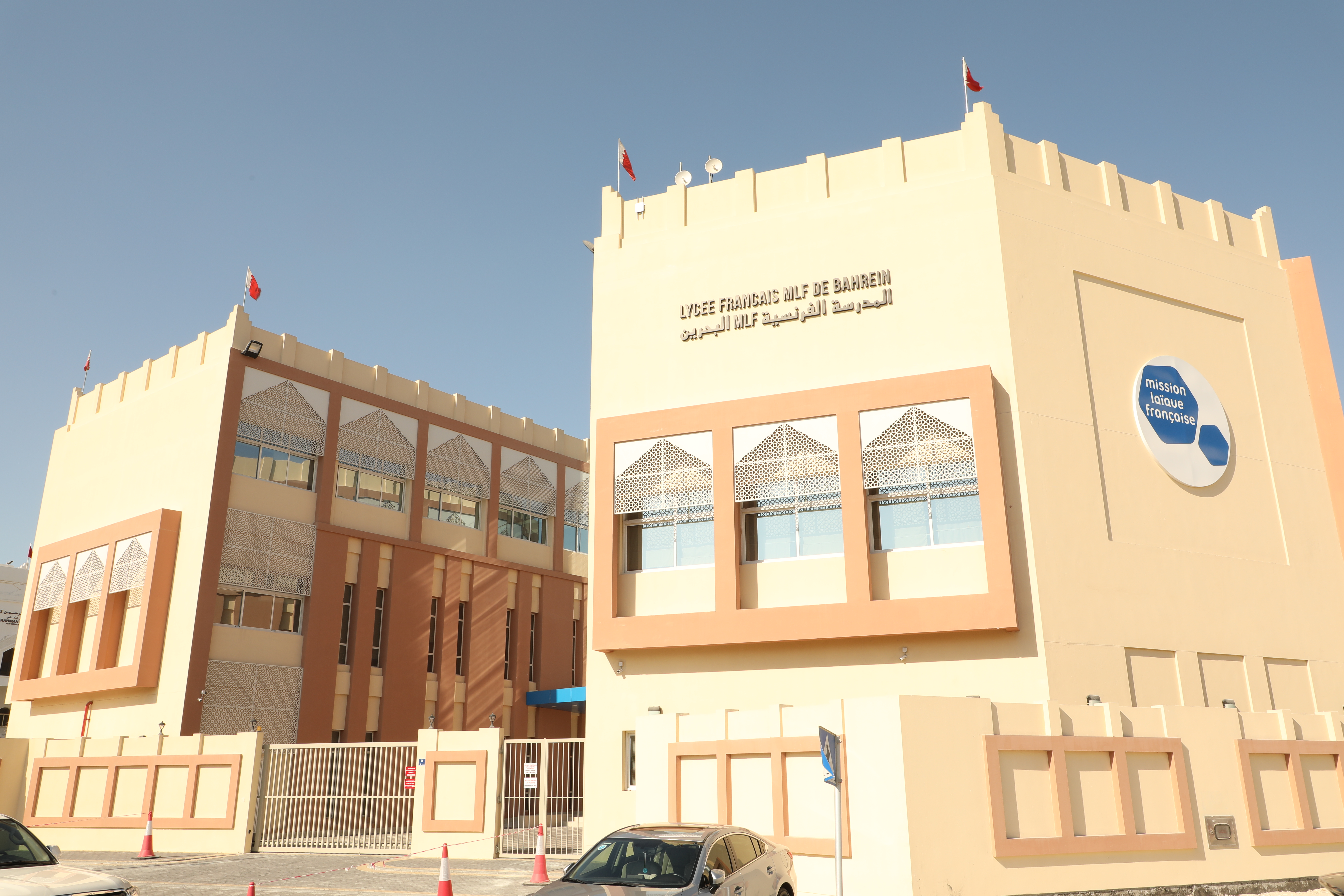
المدرسة الفرنسية في البحرين (بالفرنسية: Lycée Français MLF de Bahreïn)

تحتوي هذه القائمة على المدارس الابتدائية، الإعدادية والثانوية في مملكة البحرين.

## المدارس الحكومية في مملكة البحرين[1]
- مدرسة أحمد العمران الثانوية للبنين
- مدرسة أحمد الفاتح الابتدائية الاعدادية للبنين
- مدرسة أسماء ذات النطاقين الابتدائية للبنات
- مدرسة آمنة بنت وهب الابتدائية للبنات
- مدرسة أميمة بنت النعمان الثانوية للبنات
- مدرسة ابن النفيس الابتدائية للبنين
- مدرسة ابن رشد الاعدادية للبنين
- مدرسة ابن سينا الابتدائية للبنين
- مدرسة ابن طفيل الابتدائية للبنين
- مدرسة أبو العلاء المعري الابتدائية للبنين
- مدرسة أبو بكر الصديق الابتدائية الاعدادية للبنين
- مدرسة أبو صيبع الابتدائية للبنين
- مدرسة ابوفراس الحمداني الابتدائية للبنين
- مدرسة أسامة بن زيد الابتدائية للبنين
- مدرسة الأندلس الابتدائية للبنات
- مدرسة الاستقلال الثانوية للبنات
- مدرسة الامام الطبرى الابتدائية للبنين
- مدرسة الامام الغزالي الاعدادية للبنين
- مدرسة الامام علي الابتدائية الاعدادية للبنين
- مدرسة الامام مالك بن انس الابتدائية للبنين
- مدرسة البحرين المهنية الثانوية للبنين
- مدرسة البديع الابتدائية الاعدادية للبنات
- مدرسة البديع الابتدائية للبنين
- مدرسة البسيتين الابتدائية للبنات
- مدرسة البسيتين الابتدائية للبنين
- مدرسة البسيتين الاعدادية للبنات
- مدرسة البسيتين الاعدادية للبنين
- مدرسة البلاد القديم الابتدائية للبنات
- مدرسة البلاد القديم الاعدادية للبنين
- مدرسة التضامن الثانوية للبنات
- مدرسة التعاون الثانوية للبنين
- مدرسة الجابرية الثانوية الصناعية للبنين
- مدرسة الجزيرة الابتدائية للبنين
- مدرسة الجسرة الابتدائية للبنين
- مدرسة الحد الابتدائية الاعدادية للبنين
- مدرسة الحد الابتدائية للبنين
- مدرسة الحد الاعدادية للبنات
- مدرسة الحد الثانوية للبنات
- مدرسة الحنينية الابتدائية للبنات
- مدرسة خديجة الكبرى الإعدادية للبنات
- مدرسة الخليج العربي الابتدائية الاعدادية للبنات
- مدرسة الخميس الابتدائية للبنين
- مدرسة الخنساء الابتدائية للبنات
- مدرسة الخوارزمي الابتدائية للبنين
- مدرسة الدراز الابتدائية للبنات
- مدرسة الدراز الاعدادية للبنات
- مدرسة الدراز الاعدادية للبنين
- مدرسة الدير الابتدائية الاعدادية للبنات
- مدرسة الدير الابتدائية للبنين
- مدرسة الدية الابتدائية الاعدادية للبنات
- مدرسة الرازي الابتدائية للبنين
- مدرسة الرشيد الابتدائية للبنين
- مدرسة الرفاع الاعدادية للبنين
- مدرسة الرفاع الشرقي الابتدائية للبنات
- مدرسة الرفاع الشرقي الابتدائية للبنين
- مدرسة الرفاع الشرقي الاعدادية للبنات
- مدرسة الرفاع الشرقي الثانوية للبنين
- مدرسة الرفاع الغربي الابتدائية للبنات
- مدرسة الرفاع الغربي الابتدائية للبنين
- مدرسة الرفاع الغربي الاعدادية للبنات
- مدرسة الرفاع الغربي الثانوية للبنات
- مدرسة الروضة الابتدائية للبنات
- مدرسة الروضة الابتدائية للبنين
- مدرسة الزلاق الابتدائية الاعدادية للبنات
- مدرسة الزلاق الابتدائية الاعدادية للبنين
- مدرسة السلام الابتدائية للبنات
- مدرسة السنابس الابتدائية للبنات
- مدرسة السنابس الابتدائية للبنين
- مدرسة السنابس الاعدادية للبنات
- مدرسة السهلة الابتدائية الاعدادية للبنين
- مدرسة السهلة الابتدائية للبنات
- مدرسة الشروق الثانوية للبنات
- مدرسة الشيخ عبد العزيز بن محمد آل خليفة الثانوية للبنين
- مدرسة الشيخ عبد الله بن عيسى آل خليفه
- مدرسة الشيخ عيسى بن علي آل خليفة الثانوية للبنين
- مدرسة الشيخ محمد بن عيسى الابتدائية للبنين
- مدرسة الشيخة موزة بنت حمد آل خليفة الابتدائية للبنات
- مدرسة الشيخة موزة بنت حمد آل خليفة الاعدادية للبنات
- مدرسة الشيخة موزة بنت حمد آل خليفة الثانوية للبنات
- مدرسة الصفا الابتدائية للبنات
- مدرسة العروبة الابتدائية للبنات
- مدرسة العلاء الحضرمي الابتدائية للبنين
- مدرسة العهد الزاهر الثانوية للبنات
- مدرسة الفاتح الثانوية للبنين
- مدرسة الفارابي الابتدائية للبنين
- مدرسة القادسية الابتدائية للبنات
- مدرسة القدس الابتدائية للبنات
- مدرسة القضيبية الابتدائية الاعدادية للبنين
- مدرسة القيروان الاعدادية للبنات
- مدرسة المالكية الابتدائية الاعدادية للبنات
- مدرسة المتنبي الابتدائية للبنين
- مدرسة المحرق الابتدائية للبنات
- مدرسة المحرق الثانوية للبنات
- مدرسة المحرق الثانوية للبنين
- مدرسة المستقبل الابتدائية للبنات
- مدرسة المعرفة الثانوية للبنات
- مدرسة المعهد الديني
- مدرسة المعهد الديني الابتدائي
- مدرسة المعهد الديني الجعفري
- مدرسة المنذر بن ساوى التميمي الابتدائية للبنين
- مدرسة المنهل الابتدائية للبنات
- مدرسة الميثاق الوطني الاعدادية للبنين
- مدرسة النبيه صالح الابتدائية للبنات
- مدرسة النزهة الابتدائية للبنات
- مدرسة النعيم الثانوية للبنين
- مدرسة النور الثانوية للبنات
- مدرسة النويدرات الابتدائية للبنات
- مدرسة الهداية الخليفية الثانوية للبنين
- مدرسة الوادي الابتدائية للبنين
- مدرسة الوفاء الثانوية للبنات
- مدرسة اليرموك الابتدائية للبنين
- مدرسة ام الحصم الابتدائية للبنين
- مدرسة ام القرى الابتدائية الاعدادية للبنات
- مدرسة ام أيمن الابتدائية للبنات
- مدرسة ام سلمة الاعدادية الثانوية للبنات
- مدرسة ام كلثوم الاعدادية للبنات
- مدرسة اوال الاعدادية للبنين
- مدرسة بدر الكبرى الابتدائية للبنين
- مدرسة بلقيس الابتدائية للبنات
- مدرسة بوري الابتدائية للبنات
- مدرسة بوري الابتدائية للبنين
- مدرسة بيت الحكمة الابتدائية للبنات
- مدرسة توبلي الابتدائية للبنات
- مدرسة توبلي الابتدائية للبنين
- مدرسة جابر بن حيان الابتدائية للبنين
- مدرسة جدحفص الابتدائية للبنين
- مدرسة جدحفص الاعدادية للبنين
- مدرسة جدحفص الثانوية الصناعية للبنين
- مدرسة جدحفص الثانوية للبنات
- مدرسة جو الابتدائية للبنين
- مدرسة حسان بن ثابت الابتدائية للبنين
- مدرسة حطين الابتدائية للبنين
- مدرسة حفصة ام المؤمنين الابتدائية للبنات
- مدرسة حليمة السعدية الاعدادية للبنات
- مدرسة خالد بن الوليد الابتدائية للبنين
- مدرسة خديجة الكبرى الاعدادية للبنات
- مدرسة خولة الثانوية للبنات
- مدرسة د.غازي القصيبي الثانوية للبنات
- مدرسة رابعة العدوية الابتدائية للبنات
- مدرسة رقية الابتدائية للبنات
- مدرسة زنوبيا الاعدادية للبنات
- مدرسة زينب الاعدادية للبنات
- مدرسة سار الابتدائية للبنات
- مدرسة سار الابتدائية للبنين
- مدرسة سار الثانوية للبنات
- مدرسة سافرة الابتدائية الاعدادية للبنات
- مدرسة سافرة الابتدائية الاعدادية للبنين
- مدرسة سبأ الابتدائية للبنات
- مدرسة سترة الابتدائية للبنات
- مدرسة سترة الابتدائية للبنين
- مدرسة سترة الاعدادية للبنات
- مدرسة سترة الثانوية للبنات
- مدرسة سعد بن ابي وقاص الابتدائية للبنين
- مدرسة سكينة بنت الحسين الابتدائية للبنات
- مدرسة سلماباد الابتدائية للبنات
- مدرسة سماهيج الابتدائية الاعدادية للبنين
- مدرسة الشيخ محمد بن خليفة آل خليفة الابتدائية الاعدادية للبنين
- مدرسة سمية الابتدائية للبنات
- مدرسة سند الابتدائية للبنات
- مدرسة سند الابتدائية للبنين
- مدرسة شهركان الابتدائية للبنات
- مدرسة صفية بنت عبد المطلب الابتدائية للبنات
- مدرسة صلاح الدين الايوبي الابتدائية للبنين
- مدرسة طارق بن زياد الاعدادية للبنين
- مدرسة طليطلة الابتدائية للبنات
- مدرسة عائشة ام المؤمنين الابتدائية للبنات
- مدرسة عالي الابتدائية الاعدادية للبنين
- مدرسة عالي الابتدائية للبنات
- مدرسة عالي الابتدائية للبنين
- مدرسة عالي الاعدادية للبنات
- مدرسة عبد الرحمن الداخل الاعدادية للبنين
- مدرسة عبد الرحمن الناصر الابتدائية الاعدادية للبنين
- مدرسة عثمان بن عفان الاعدادية للبنين
- مدرسة عراد الابتدائية الاعدادية للبنين
- مدرسة عراد الابتدائية للبنات
- مدرسة عراد الابتدائية للبنين
- مدرسة عراد الاعدادية للبنات
- مدرسة عسكر الاعدادية للبنين
- مدرسة عقبة بن نافع الابتدائية للبنين
- مدرسة عمار بن ياسر الابتدائية للبنين
- مدرسة عمر بن عبد العزيز الابتدائية للبنين
- مدرسة عين جالوت الابتدائية للبنات
- مدرسة غرناطة الابتدائية للبنات
- مدرسة فاطمة بنت اسد الابتدائية للبنات
- مدرسة فاطمة بنت الخطاب الابتدائية للبنات
- مدرسة قرطبة الاعدادية للبنات
- مدرسة قلالي الابتدائية للبنين
- مدرسة كرانة الابتدائية للبنات
- مدرسة كرزكان الابتدائية للبنين
- مدرسة مدينة حمد الابتدائية للبنات
- مدرسة مدينة حمد الابتدائية للبنين
- مدرسة مدينة حمد الاعدادية للبنات
- مدرسة مدينة حمد الاعدادية للبنين
- مدرسة مدينة حمد الثانوية للبنات
- مدرسة مدينة حمد الثانوية للبنين
- مدرسة مدينة عيسى الابتدائية الاعدادية للبنين
- مدرسة مدينة عيسى الاعدادية للبنات
- مدرسة مدينة عيسى الاعدادية للبنين
- مدرسة مدينة عيسى الثانوية للبنات
- مدرسة مدينة عيسى الثانوية للبنين
- مدرسة مريم بنت عمران الابتدائية للبنات
- مدرسة معهد الشيخ خليفة بن سلمان للتكنولوجيا
- مدرسة نسيبة بنت كعب الابتدائية للبنات
- مدرسة هاجر الابتدائية للبنات
- مدرسة وادي السيل الابتدائية الاعدادية للبنين
- مدرسة يثرب الاعدادية للبنات

## المدارس الخاصة والعالمية في مملكة البحرين[2]
- مدرسة التعليم النوعي (البديع)
- مدرسة التعليم النوعي (المنامة)
- المدرسة المتعددة الثقافات - البحرين ( بالإنجليزية : MULTINATIONAL SCHOOL- BAHRAIN )
- مدرسة المواهب الدولية ومدرسة الرضع - الرفاع الشرقي ( بالإنجليزية : TALENTS INTERNATIONAL & THE INFANT SCHOOL – EAST RIFFA )
- مدرسة المواهب الدولية ومدرسة الرضع - المنامة ( بالإنجليزية : TALENTS INTERNATIONAL & THE INFANT SCHOOL – MANAMA )
- اكاديمية الأطفال
- المدرسة الأهلية
- مدرسة الرؤية الحديثة
- مدرسة السلام
- المدرسة الشرقية
- المدرسة الباكستانية (المنامة)
- المدرسة الباكستانية (مدينة عيسى)
- المدرسة البحرينية الهندية
- المدرسة البريطانية
- المدرسة البنغلاديشية
- المدرسة الفرنسية
- المدرسة الفلبينية
- المدرسة الهندية (الرفاع)
- المدرسة الهندية (مدينة عيسى)
- المدرسة الهندية الجديدة
- المدرسة اليابانية
- مدرسة الهدى العالمية
- مدارس الشرق الأوسط التعليمية
- مدارس الفلاح الخاصة (المحرق)/بنين
- مدارس الفلاح الخاصة (عالي)/بنات
- مدارس الفلاح الخاصة (عالي)/بنين
- مدارس المنار الخاصة
- مدرسة برايتس الدولية- البحرين ( بالإنجليزية : Britus International School – Bahrain )
- مدرسة ابن الهيثم الإسلامية(المقشع)
- مدرسة ابن خلدون الوطنية
- مدرسة ابنيزر الخاصة
- مدرسة آسيا (ام الحصم)
- مدرسة الابداع الخاصة(الجنبية)
- مدرسة الابداع الخاصة(المنامة)
- مدرسة الافاق الحديثة (السقية)
- مدرسة الافاق الحديثة (جنوسان)
- مدرسة الالفية الجديدة (المنامة)
- مدرسة الايمان(بنات)
- مدرسة الايمان(بنين)
- مدرسة البحرين الدولية
- مدرسة التعليم العصري
- مدرسة الحكمة الدولية
- مدرسة الرجاء
- مدرسة الرفاع فيوز الدولية
- مدرسة الروابي
- مدرسة الشويفات الدولية-البحرين
- مدرسة الشيخة حصة للبنات
- مدرسة العاصمة
- مدرسة الفجر الخاصة
- مدرسة القلب المقدس (المنامة)
- مدرسة القلب المقدس (مدينة عيسى)
- مدرسة المجد
- مدرسة المدينة العالمية
- مدرسة المعارف الحديثة
- مدرسة المهد - الرفاع
- مدرسة المهد (سار)
- مدرسة المهد (سماهيج)
- مدرسة النخيل
- مدرسة النسيم الدولية
- مدرسة النور العالمية
- مدرسة الوسام
- مدرسة بوابة المعالي الخاصة
- مدرسة بيان البحرين النموذجية
- مدرسة تايلوس
- مدرسة حوار الدولية
- مدرسة سانت كريستوفر (مدينة عيسى)
- مدرسة سانت كريستوفر (مقابة)
- مدرسة عالية
- مدرسة عبد الرحمن كانو الدولية
- مدرسة لؤلؤة الخليج العربي
- مدرسة نادين
- معهد الامل للتربية الخاصة
- مدرسة المنار الخاصة (قرية صدد)